# Wolfgang Müller (Fußballtrainer)
Wolfgang Müller (* 3. August 1935 in Wildenow/Neumark; † 25. Februar 2013 in Wermsdorf) war Fußballspieler und Fußballtrainer in der DDR. In der höchsten Spielklasse der DDR, der Oberliga, trainierte er Chemie Böhlen und Chemie Leipzig. 
Als Fußballspieler kam Müller nicht über unterklassige Mannschaften hinaus. Er begann bei der BSG Fortschritt  im thüringischen Hirschberg und wechselte von dort im Alter von 20 Jahren 1956 zur BSG Fortschritt Weida. In Weida spielte er ein Jahr in der viertklassigen Bezirksliga Gera. Ab 1957 war Müller elf Jahre Spieler bei der BSG Stahl Riesa. 
Nach Beendigung seiner Laufbahn als Fußballspieler wurde Wolfgang Müller bei Stahl Riesa zunächst Nachwuchstrainer. In der Saison 1972/73 übernahm er das Training der 1. Männermannschaft, die er innerhalb eines Jahres zum Aufstieg in die Oberliga führte. Von 1973 bis 1975 war Müller Nachwuchstrainer bei der BSG Chemie Leipzig. Zu Beginn der Saison 1975/76 wurde er Trainer der 1. Mannschaft der BSG Chemie Böhlen. Mit ihr begann er in der zweitklassigen DDR-Liga und schaffte mit ihr zwei Jahre später 1977 den Aufstieg in die Oberliga. Im Aufstiegsjahr gelang es Müller, mit der Böhlener Mannschaft die Klasse zu halten, nach Beendigung der Spielzeit 1978/79 musste Chemie Böhlen jedoch wieder in die DDR-Liga absteigen und Müller musste die BSG verlassen. 
Müller wechselte zum direkten Liga-Konkurrenten BSG Stahl Thale. Die gerade aufgestiegene Mannschaft betreute er über drei Spielzeiten und sicherte der Mannschaft stets einen Mittelfeldplatz. Zu Beginn der Saison 1982/83 kehrte Müller nach acht Jahren wieder zu Chemie Leipzig zurück und übernahm nun die 1. Mannschaft, die vor zwei Jahren aus der Oberliga abgestiegen war. Müller gelang es, die Mannschaft binnen einen Jahres wieder in die Oberliga zurückzuführen. Als Chemie Leipzig im November 1983 nicht aus der Abstiegszone herausfand, wurde Müller durch Gerd Struppert abgelöst. Während der Saison 1986/87 übernahm er erneut für einige Monate das Traineramt bei Chemie Leipzig. Mit der Spielzeit 1989/90 versuchte es Chemie Leipzig erneut mit Wolfgang Müller als Trainer. Nach Unstimmigkeiten mit den Spielern wurde er Ende 1989 zum dritten Mal entlassen.